# アンヘル・ルイス・ロドリゲス・ディアス
アンヘル・ルイス・ロドリゲス・ディアス（Ángel Luis Rodríguez Díaz、1987年4月26日 - ）は、スペイン・サンタ・クルス・デ・テネリフェ出身のプロサッカー選手。CDテネリフェ所属。ポジションは、フォワード。

## 経歴
地元クラブのCDテネリフェでプロデビュー。レアル・マドリード・カスティージャ、CAオサスナのリザーブチームへのレンタルを経て2008–09シーズンに復帰。このシーズン、チームの核として7シーズン振りとなるトップリーグ復帰に貢献した。
2010年夏、セグンダ・ディビシオンのエルチェCFに移籍。2011年4月のSDウエスカ戦でハットトリックを達成するなど全公式戦で29ゴールを挙げたが、プレーオフでレアル・バリャドリードに敗れ昇格を逃した。
2012年6月、レバンテUDに移籍。しかし出場機会が限られていたことから、2013年1月にレンタルで古巣エルチェに復帰した。
2013–14シーズン修了を持ってレバンテとの契約を満了し、新たに昇格したSDエイバルと契約を結んだ。
2015年7月、セグンダのレアル・サラゴサに加入。2016-17シーズンはリーグ戦で自己最多の21ゴールを挙げたが、最終節の古巣テネリフェ戦で意図的な敗北を狙っていると思わせるような発言をしたため、クラブ側から契約延長交渉を打ち切ると通達された。最終的にサラゴサを退団し、ヘタフェCFに加入。
2021年7月2日、RCDマジョルカと2年契約を締結した。2022-23シーズン終了後、契約満了を迎えたものの、マジョルカでは2シーズン通算公式戦54試合で11得点を挙げた。